# Kalter Kaffee (Film)
Kalter Kaffee ist ein französischer animierter Kurzfilm von Stéphanie Lansaque und François Leroy aus dem Jahr 2015.

## Handlung
Die junge Lan geht zur Universität, die Mutter verkauft Eiskaffee an einem kleinen Stand in Saigon. Regelmäßig fängt die Mutter Ratten in der Wohnung und übergießt sie mit kochendem Wasser, um sie zu töten. Kaffee kauft sie bei einem jungen Mann, der auf dem Motorrad am Stand vorbeikommt.
Als ihre Mutter eines Tages bei einem Unfall ums Leben kommt, muss sich Lan allein um den Kaffeestand kümmern. Sie will zwar keinen neuen Kaffee beim Fahrer kaufen, muss jedoch, weil sie dem Verkäufer nicht rechtzeitig Bescheid gesagt hat. Sie gibt ihm den Rest ihres Bargeldes. Kurz darauf wird ihr beim Schlagen des Eises für Eiskaffee schwindlig. Später erwacht sie an ihrem Stand – sie war eingeschlafen. Eine Kanne Kaffee fällt um; aus einem Loch in der Wand strömen die Ameisen.
Nachts geht ein Gewitter über der Stadt nieder. Der Strom fällt aus und Lan ist allein in der kleinen Wohnung. Das Tropfen des Wasserhahns weckt sie, eine Ratte erscheint und macht ihr Angst. Glühwürmchen erfüllen die Wohnung mit spärlichem Licht. Lan hat sich an der Hand verletzt und glaubt, dass Ameisen aus der Wunde krabbeln. Sie weint.
Die Ratte geht schließlich in die Falle. Als Lan sie mit Wasser übergießt, stirbt sie qualvoll, doch taucht kurz darauf die nächste Ratte auf. Lan schlägt nach ihr, doch das Tier entwischt durch die Haustür. Lan folgt ihr – als der Fahrer auf der Suche nach ihr ihre Wohnung betritt, um ihr Kaffee zu verkaufen, schlägt Lan ihn tot. Am nächsten Tag schlägt Lan wie üblich Eis für den Kaffee klein; später sitzt sie allein an ihrem Stand und trinkt einen Eiskaffee.

## Produktion
Kalter Kaffee wurde von Je Suis Bien Content in Koproduktion mit ARTE France produziert. Es handelt sich um einen Film in 2D-Computeranimation; neben Regie, Drehbuch, Kamera und Schnitt schufen Stéphanie Lansaque und François Leroy auch die Animation des Films. Beim Lied, das während der Beerdigungsfeier zu hören ist, handelt es sich um den Titel One Ship Will Come von Anh Sang. Kritiker befanden, dass der Film „den seelischen Zustand eines Menschen [zeigt], der nicht mehr in der Realität lebt, sondern nur noch funktioniert“.
Kalter Kaffee wurde im September 2015 erstmals aufgeführt und lief im Oktober 2016 unter anderem auf der Semana Internacional de Cine de Valladolid. Die deutsche Premiere des Films fand 2016 auf dem Filmfest Dresden statt. ARTE zeigte den Film im Rahmen der Sendung Kurzschluss am 14. Januar 2018 im deutschen Fernsehen.

## Auszeichnungen
Auf der Semana Internacional de Cine de Valladolid wurde Kalter Kaffee 2015 mit der Silbernen Ähre für den besten Kurzfilm ausgezeichnet. Der Film erhielt 2016 den Prix Procirep des Festival du Court-Métrage de Clermont-Ferrand. Zudem war Kalter Kaffee 2017 für einen César in der Kategorie Bester animierter Kurzfilm nominiert.